# Björneborgs arbetarförening
Björneborgs arbetareförening (finska: Porin Työväenyhdistys) är den fjärde äldsta arbetarföreningen i Finland, grundad 1887. Idag är den en av medlemsföreningarna i Björneborgs socialdemokratiska kommunalförbund, en del av Finlands socialdemokratiska parti (SDP). Föreningens lokaler ligger vid Salutorget på Nortamonkatu 3.

## Historia
Björneborgs arbetarförening grundades i mars 1887 av Matti Kauppinen, en lärare känd som tidningsjournalist, och folkskoleläraren Viktor Lehtonen. Föreningen fungerade till en början i enlighet med den borgerliga von Wrightska arbetarrörelsens läror, och de arbetare som var medlemmar hade få några möjligheter att påverka föreningens angelägenheter. Under 1890-talet började dock socialistiska idéer ta över i de finska fackföreningarna. I Björneborg representerades riktningen av bland andra skomakaren Yrjö Mäkelin, som gick med i arbetarföreningen med sin hustru Ellen Mäkelin 1898. Tillsammans med några andra aktiva arbetare grundade han ett hemligt sällskap kallat "Luuta" (kvast) inom föreningen. Dess syfte var att överta föreningsstyret från borgerligheten och samtidigt införa en socialistisk linje i föreningen. "Kvasten" hade lite drygt ett tjugotal ledamöter, som i mars 1899 lyckades välja Mäkelin till representant för Björneborgs arbetarförening till det instiftande mötet för SDP:s föregångare, Finlands arbetarparti, som hölls i juli samma år i Åbo.
Efter mötet började Mäkelin driva på för att Björneborgs arbetareförening skulle gå med i det nybildade arbetarpartiet. Han uteslöts dock ur föreningen redan 1899, och föreningen drevs alltså fortfarande på borgerlighetens kurs. Björneborgs arbetarförenings kontroverser återspeglades även på nationell nivå när Nils Robert af Ursin, Finlands arbetarpartis förste ordförande, avgick i januari 1900. Anledningen var att partiledningen, trots Ursins vilja, inte ingrep i organisationens inre dispyter, vilka heller inte rapporterades i partiets tidningar. I 1902 lyckades en annan entusiastisk socialist, Eetu Salin, bli medlem i Björneborgs arbetarförening, och ett år senare avsattes bourgeoisin slutligen när sex anhängare till arbetarklassens ideologi valdes in i styrelsen i april. Föreningen blev medlem i Finlands arbetarparti vid partikonferensen i Forssa i augusti 1903.
Björneborgs arbetarförenings första underavdelningar bildades 1896 i Svinhamn, Räfsö, Luvia, Ulvsby och Euraåminne. På grund av förtrycksperioden var det enbart möjligt att bilda nya föreningar genom de redan befintliga arbetarföreningarna, och år 1909 hade totalt 62 lokala arbetarföreningar anslutit sig till Björneborgs arbetareförening. Björneborgs socialdemokratiska kvinnoavdelning bildades 1904, då den började fungera som en underavdelning till pigornas fackförbund. Tack vare det högervridna politiska klimatet i Finland efter inbördeskriget minskade medlemsantalet i Björneborgs arbetareförening till endast 65 personer på 1930-talet. Den började stiga igen under åren efter andra världskriget.

## Arbetareföreningsverksamhet

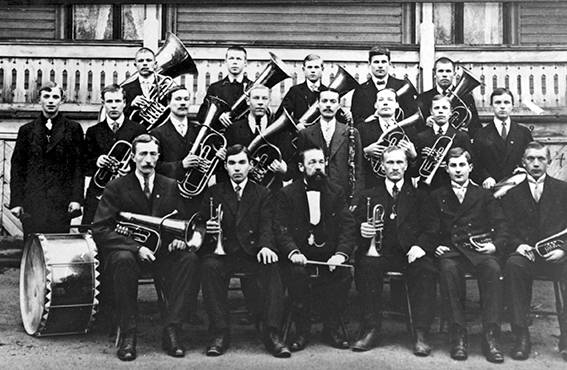
Björneborgs arbetarförenings orkester på 1920-talet.

Björneborgs arbetarhus, Torppa, byggdes av arbetarföreningen och stod färdigt i centrum 1893, men revs 80 år senare och ersattes av ett bostadshus. I 1906, året efter Storstrejken, började Björneborgs arbetareförening ge ut en egen tidning, som blev känd som Sosialidemokraatti (Socialdemokraten). Den upphörde efter inbördeskriget, men återupprättades 1919 som Uusi Aika (Ny Tid). Tidningen drevs som dagstidning fram till 2011, och ges fortfarande ut.
Vid bildandet av Björneborgs arbetareförening 1887 började föreningens blåsorkester, blandade kör och dramaklubb att verka. Dramaklubben bröts loss 1909 till en självständig yrkesteater, Björneborgs arbetarteater, vilken i sin tur slogs samman 1931 med Porin Näyttämö (Björneborgs scenteater) till den idag ännu existerande Björneborgs teater. 
Björneborgs arbetarhögskola grundades i maj 1917, nu känd som Björneborgsregionens medborgarhögskola, har sitt ursprung i arbetarföreningens utbildningsverksamhet.